# Festiwal Piosenki Żeglarskiej Kopyść
Festiwal Piosenki Żeglarskiej „Kopyść” – jeden z najstarszych, istniejących w Polsce festiwali szantowych odbywających się w Białymstoku. I Białostocki Przegląd Piosenki Żeglarskiej „Kopyść 79” został zorganizowany w 1979 przez Akademicki Yacht Club SZPS - AZS.

## Historia
Jego historia sięga roku 1979, kiedy to w dniach 7-8 kwietnia w klubie Co Nie Co w Białymstoku odbyła się pierwsza impreza.  Komisarzem I Przeglądu został Sławomir Kasner. Pierwszą historyczną Wielką Kopyścią może poszczycić się zespół Błękitna Dziewiątka z debiutującym wówczas Waldkiem Mieczkowskim. Od początku swego istnienia festiwal był organizowany przez członków Akademickiego Yacht Clubu oraz ich przyjaciół. Organizatorzy za cel postawili sobie wspólną zabawę uczestników imprezy. Przez wiele lat (odbyły się już 32 edycje festiwalu) udaje się to z powodzeniem realizować. Kopyść znana jest wśród bywalców festiwali szantowych ze swej żywiołowej żeglarskiej atmosfery.

## Laureaci
- I Kopyść (1979) – Błękitna Dziewiątka
- II Kopyść (1980) – Refpatent
- III Kopyść (1981) – ???
- IV Kopyść (1987) – Odbijacze  (od 1991 roku The Bumpers)
- V Kopyść (1989) – Szantasz
- VI Kopyść (1990) – Odbijacze (od 1991 roku The Bumpers)
- VII Kopyść (1991) – The Pioruners
- VIII Kopyść (1992) – The Bumpers
- IX Kopyść (1993) – Szeklówka
- X Kopyść (1994) – Perły i Łotry Szanghaju
- XI Kopyść (1995) – Jolly Roger
- XII Kopyść (1996) – Ładny Kanał
- XIII Kopyść (1997) – Wikingowie
- XIV Kopyść (1998) – Klang
- XV Kopyść (1999) – Koga
- XVI Kopyść (2000) – Kochankowie Sally Brown
- XVII Kopyść (2001) – Banana Boat
- XVIII Kopyść (2002) – Prawy Ostry
- XIX Kopyść (2003) – Press Gang
- XX Kopyść (2004) – Samhain
- XXI Kopyść (2005) – Grand Prix nie przyznano. I miejsce wywalczył - Piotr Ściesiński
- XXII Kopyść (2006) – LeGo
- XXIII Kopyść (2007) – OKAW Sztorm
- XXIV Kopysć (2008) – równorzędnie zespół Brasy oraz duet Przemysław Burel i Przemysław Maruchacz
- XXV Kopyść (2009) – Shantymentalni
- XXVI Kopyść (2010) – Szóstki (nie przyznano Grand Prix)
- XXVII Kopyść (2011) – oJ taM
- XXVIII Kopyść (2012) – Augustowska Flota Śpiewająca A-QQ
- XXIX Kopyść (2013) – Trzecia Miłość
- XXX Kopyść (2014) – Igi Band
- XXXI Kopyść (2015) – The Nierobbers
- XXXII Kopyść (2016) – Gumowe Szekle
- XXXIII Kopyść (2017) – Stary Port Białystok